# كارلو بيليتش
كارلو بيليتش هو لاعب كرة قدم كرواتي في مركز الدفاع، ولد في 6 سبتمبر 1993 في سبليت في كرواتيا. لعب مع سلافيا سراييفو ‏.

## وصلات خارجية
- كارلو بيليتش على موقع الاتحاد الأوربي (الإنجليزية)
- كارلو بيليتش على موقع قاعدة بيانات كرة القدم.إي يو (الإنجليزية)
- كارلو بيليتش على موقع Soccerway.com (الإنجليزية)